# Blésois
Der Blésois ist eine Région naturelle in Frankreich mit der Stadt Blois im Département Loir-et-Cher im Zentrum. Seine Einwohner werden ebenfalls als Blésois bezeichnet. Im historischen Kontext war der Blésois ein Teil der Provinz Orléanais.

## Lage
Diese Région naturelle liegt im Zentrum des Départements Loir-et-Cher, der Stadt Blois verdankt sie ihren Namen. Mit dem Val de Loire orléanais, dem Val de Loire tourangeau, dem Saumurois und dem Val d’Anjou bildet sie die Region Val de Loire.
Nachbarregionen sind:
- Im Norden die Beauce (um Chartres) und dem Val de Loire orléanais (um Orléans)
- Im Osten die Sologne (um Romorantin-Lanthenay)
- Im Süden der Val de Loire tourangeau (um Tours)
- im Westen die Gâtine tourangelle (um Château-Renault)